# Ожига

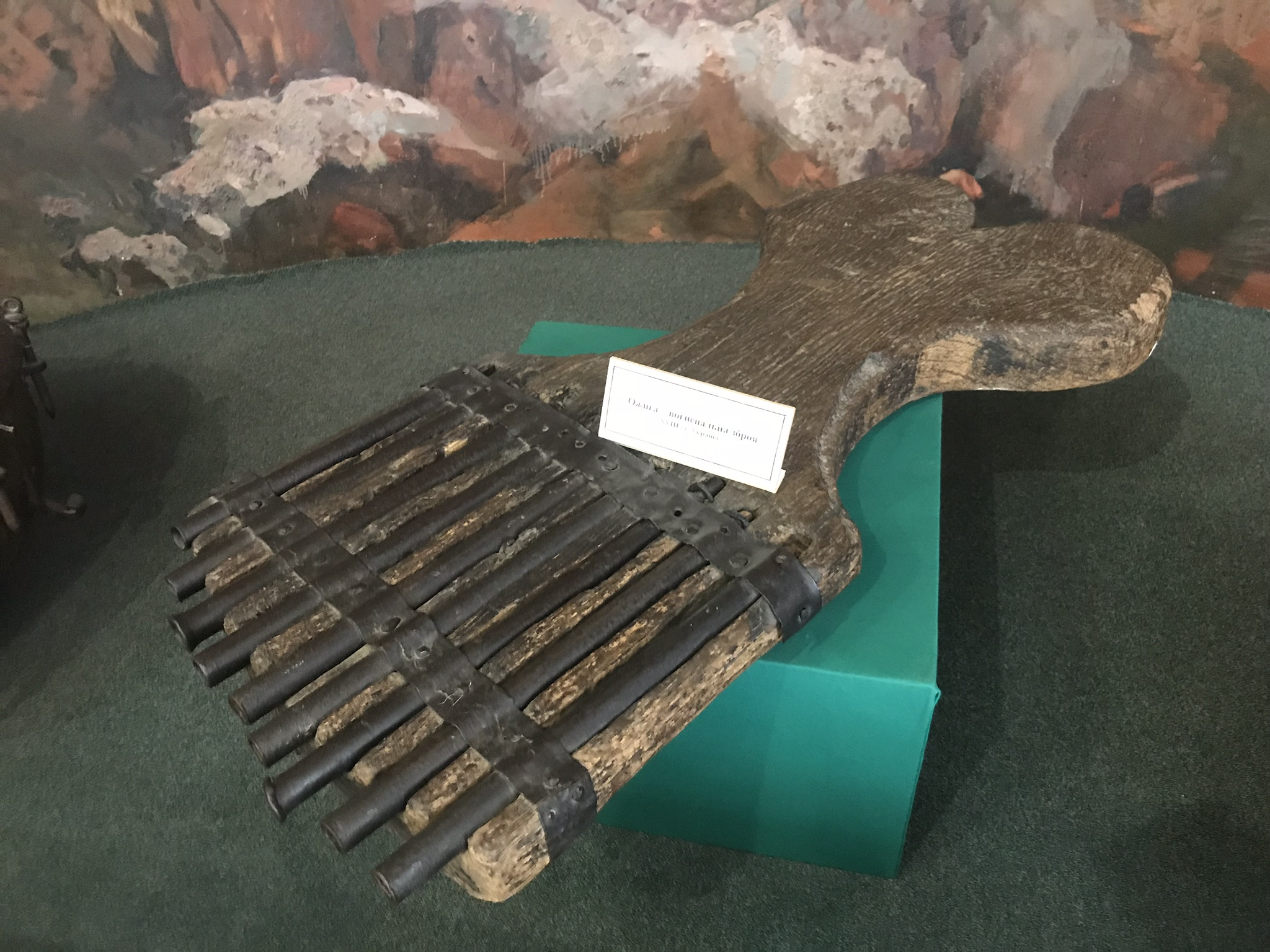
Ожига — вогнепальна зброя, XVIII ст., Україна. Національний музей історії України, Київ

Ожига — багатоствольна вогнепальна система, яку використовували запорозькі козаки в XVI–XVIII століттях. Вона була важливим елементом їхньої військової тактики, забезпечуючи залповий вогонь, що створював значну щільність стрільби та мав потужний психологічний ефект на ворога.

## Походження та конструкція
Ожига була однією з багатоствольних гарматних систем, що використовувалися в європейських арміях XVI–XVII століть. Назва "ожига" походить від способу залпового вогню, що "обпалював" ворога шквалом куль. Вона складалася з 5–14 стволів, а інколи їхня кількість сягала понад 100. Стволи заряджалися по черзі, а їхні казенні частини з’єднувалися спеціальним жолобом, що дозволяло здійснювати одночасний чи послідовний залп.
Ожига встановлювалася на дерев'яні лафети або вози, що робило її мобільною.  Часто ожигу робили із залізних пищалей, поєднуючи їх з лафетом; стріляли вони залізними кулями. Також вона застосовувалася для оборони фортець та на козацьких чайках під час морських боїв.

## Тактичне застосування
Основна перевага ожиги полягала у здатності здійснювати потужний залповий вогонь, що було ефективним у таких ситуаціях:
Оборона укріплень — залповий вогонь зупиняв атаку ворога та завдавав йому значних втрат.
Раптові атаки — застосування у засадах та швидких рейдах.
Морські бої — використання на козацьких чайках для ураження ворожих кораблів.
Проти кавалерії — залповий вогонь міг прорідити ряди кінноти супротивника.

## Види ожиг
Козаки використовували кілька типів ожиг залежно від бойових потреб:
Легка ожига — переносна багатоствольна зброя, яка використовувалася у раптових атаках.
Мобільна ожига — гармати середнього розміру на візках, які могли пересуватися разом із військом.
Кріпосна ожига — стаціонарні установки, що встановлювалися на укріпленнях для оборони.
Морська ожига — застосовувалася на козацьких чайках проти ворожих кораблів.

## Психологічний ефект та вплив на військову справу
Ожига мала значний психологічний вплив на супротивника, адже залповий вогонь викликав паніку та хаос у його лавах. Крім того, її тактичне використання запорожцями демонструвало їхню військову кмітливість. Концепція залпової стрільби, реалізована в ожигі, згодом стала основою для створення багатоствольних кулеметів.

## Ожига у військовій історії
Запорозькі козаки не були єдиними, хто використовував багатоствольну артилерію, однак їхні тактичні прийоми зробили цю зброю однією з найефективніших у свій час. Подібні системи застосовували й європейські армії, проте вони часто були важчими та менш мобільними.

## Значення та спадщина
Ожига є яскравим прикладом інженерної та військової думки запорозьких козаків. Вона поєднувала в собі потужність залпового вогню, мобільність та психологічний вплив, що робило її важливою складовою військової тактики. Сьогодні ожига залишається унікальною сторінкою в історії української військової справи, що свідчить про винахідливість і бойову майстерність козаків.